# Grewia rogersii
Grewia rogersii är en malvaväxtart som beskrevs av Burtt Davy och Greenway. Grewia rogersii ingår i släktet Grewia och familjen malvaväxter. Inga underarter finns listade i Catalogue of Life.